# Emir Félix
Emir Roberto Félix (San Rafael, Mendoza, 7 de agosto de 1964) es un político argentino del Partido Justicialista, intendente del departamento de San Rafael desde abril de 2010. Previamente fue senador provincial por el cuarto distrito de Mendoza y concejal de San Rafael.
En 2011 fue electo para ocupar el cargo de intendente Municipal con el 47% de los sufragios, en 2015 fue reelecto con el 56,8% y en 2019 consiguió una nueva reelección con el 59,1% de los votos.
Durante su gestión se lograron grandes obras de infraestructura urbana para San Rafael como la nueva terminal de ómnibus, la creación de la primera planta municipal de pulpa de fruta, polideportivos, canchas de césped sintético para hockey y fútbol, la primera pista profesional de atletismo del departamento, plazas y el Parque de los Niños, entre otras.
En dos ocasiones logró el premio del Senado de la Nación a la Buena Gestión Municipal. Por primera vez lo obtuvo en 2014 y luego repitió en 2018.

## Familia
Es hijo de Chafí Félix, hijo de un inmigrante sirio dedicado al comercio, que se desempeñó como intendente sanrafaelino en tres oportunidades, entre 1964 y 1966, posteriormente entre el 1973 y 1975, y finalmente en 1982. También es hermano de Omar Félix, dos veces intendente (elegido por el voto popular en 2003 y 2007) y diputado nacional en dos períodos (2009-2013 y 2017-2021).

## Carrera política
Es Intendente de San Rafael desde abril de 2010, cuando asumió interinamente al convertirse en presidente del Concejo Deliberante. Previamente (desde 2009) la jefatura comunal había quedado a cargo de la contadora Cristina Da Dalt cuando Omar Félix, dejó la intendencia para asumir en la cámara baja del Congreso Nacional. Fue elegido por primera vez en 2011, reelecto en 2015. También ejerció como senador provincial desde diciembre de 2007 hasta abril de 2010.
| Predecesor: Omar Félix | Intendente del Departamento San Rafael 2010-2023 | Sucesor: En el cargo |